# Ninsikila
Ninsikil o Ninsikilla, era una diosa de la antigua Mesopotamia , patrona del paraíso mítico de Dilmun;  una isla, cercana a la actual Baréin. 
Según un texto, que forma parte del Mito de Enki y Ninhursag, encontrado en Ur perteneciente a la época paleo-babilonia, Ninsikil es la deidad que ruega a su padre Enki por no tener un suministro de agua fresca y potable en su mítica tierra; él entonces la bendice haciendo brotar las aguas subterráneas y enviándole navíos con cargas de oro y piedras preciosas. 

## Mito
Ninsikilla, dijo a su padre Enki:
Me dado una ciudad, me ha dado una ciudad
¿De que me sirve lo que me ha dado?
Me ha dado una ciudad, Dilmún, me ha dado una ciudad
¿De que me sirve lo que me ha dado?
Me ha dado ....... Me ha dado una ciudad
¿De que me sirve lo que me ha dado?
Una ciudad que no tiene muelle en el río
¿de que me sirve lo que me ha dado?
Una ciudad que no tiene ni campos, ni surcos
Enki: Cuando Utu (dios del sol), camine al cielo
Las aguas dulces brotarán de la tierra para tí
De los navíos, de la cosa de Ezen(?)
Del alto y radiante templo de Nanna
De la boca de las aguas que corren en el subsuelo
Pueden las aguas brotar de él, hasta vuestros grandes estanques
Vuestra ciudad puede beber a pleno de ellos
Dilmún puede beber agua a pleno de ellos